# Таціо Роверзі
Таціо Роверзі (італ. Tazio Roversi, 21 березня 1947, Молья — 17 жовтня 1999, Болонья) — італійський футболіст, що грав на позиції захисника, зокрема за «Болонью», а також національну збірну Італії.

## Клубна кар'єра
Народився 21 березня 1947 року в місті Молья. Вихованець футбольної школи клубу «Молья». Дорослу футбольну кар'єру розпочав 1962 року в основній команді того ж клубу, в якій провів один сезон, взявши участь у 12 матчах чемпіонату. 
1963 року молодого захисника запросила до свої лав «Болонья», у складі якої отримувати регулярну ігрову практику він почав лише через три роки, після чого став ключовим захисником команди. Загалом відіграв за болонську команду шістнадцять сезонів своєї ігрової кар'єри, взявши участь у 341 грі найвищого італійського дивізіону.
Протягом 1979—1981 років захищав кольори друголігового клубу «Верона», а завершив ігрову кар'єру у команді «Карпі», за яку виступав протягом 1981—1983 років.

## Виступи за збірну
1971 року провів свій єдиний офіційний матч у складі національної збірної Італії.
Помер 17 жовтня 1999 року на 53-му році життя у Болоньї.
| Дата       | Місто | Господарі | Результат | Гості   | Турнір            | Голи | Примітки |
| ---------- | ----- | --------- | --------- | ------- | ----------------- | ---- | -------- |
| 20-11-1971 | Рим   | Італія    | 2 – 2     | Австрія | Відбір до ЧЄ 1972 | -    |          |
| Усього     |       | Матчів    | 1         |         | Голів             | 0    |          |

## Титули і досягнення
- Чемпіон Італії (1):

«Болонья»: 1963-1964
- Володар Кубка Італії (2):

«Болонья»: 1969-1970, 1973-1974